# Batalla de Fiesole (406)
La batalla de Fiesole fue un suceso bélico ocurrido en el año 406. Se enmarca dentro de la invasión del Imperio romano de Occidente realizada por los godos de Radagaiso entre los años 405 y 406.

## Antecedentes
En el año 401, Radagaiso cruzó el Danubio al frente de un ejército de vándalos y alanos e invadió las provincias de Nórico y Recia. Estilicón se dirigió desde Italia para hacerle frente y pudo rechazar con éxito la invasión.
En los años siguientes, Radagaiso consiguió ser aclamado líder de un numeroso grupo de godos greutungos que huían de los hunos. De esta manera, en otoño del 405, volvió a invadir el Imperio romano de Occidente al frente de estos godos. Buscando sorprender las defensas italianas, el rey godo no perdió tiempo saqueando Nórico o Panonia, aunque los habitantes de esas zonas huyeron al sur cuando supieron de su venida. El norte de Italia fue saqueado y se dispersó una multitud de refugiados en todas direcciones. Hacia finales del año o inicios del 406, los invasores se dividieron en tres grupos de los cuales, dos parece que abandonaron Italia mientras que el tercero y mayor de ellos, cruzó los Apeninos y sitió Florencia para tomarla y poder abastecerse. La pequeña guarnición resistió heroicamente y detuvo a los atacantes, que se dedicaron a saquear el fértil campo, a apenas 231 kilómetros al norte de Roma.
La invasión fue una sorpresa para las defensas de Italia que no estaban preparadas para detenerla y Estilicón necesitó varios meses para organizar un ejército con la entidad suficiente para enfrentarla con garantías de éxito.
Para ello, se llamó a las legiones que defendían el Rin, se forzaron reclutamientos en Italia e incluso se ofreció la libertad a los esclavos que se alistaran. Además de estas tropas, se contó con la caballería alana que había luchado del lado romano durante la anterior invasión de Alarico así como con los godos que habían abandonado a este en la batalla de Verona y siguieron al caudillo Sarus. El general romano también esperó la llegada de un contingente huno al mando de Uldin quien, debido a su enfrentamiento con los godos, estaba muy interesado en destruir cualquier ejército de este pueblo que pudiese, pero siempre evitando enfrentarse a Alarico.

## Fuerzas enfrentadas

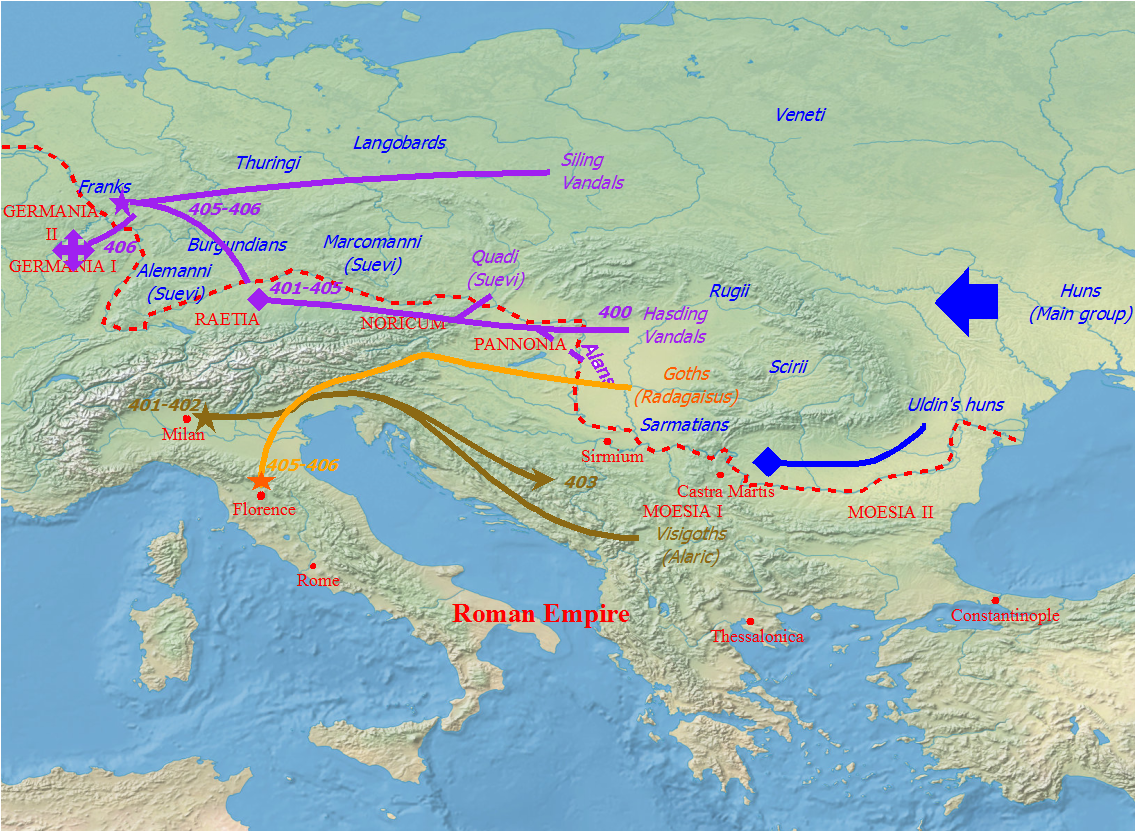
Mapa del territorio romano al comenzar el. Sus fronteras están en líneas discontinuas rojas y la invasión de Radagaiso en naranja.

El ejército de Estilicón se componía de apenas 30 numeri, equivalentes quince mil soldados como mínimo o treinta mil hombres como mucho; en la práctica probablemente menos de 20 000 comitatenses, luego reforzados por auxiliares hunos, alanos y godos.
Aunque las fuentes clásicas hablan de cientos de miles de guerreros bárbaros, ese número es considerado hoy una exageración. Zósimo dice que fueron más de 400 000 celtas y germanos, mientras que Paulo Orosio habla de 200 000. Eruditos modernos reducen su número a 50 000 o 100 000 guerreros, mujeres, niños y esclavos. Se parece mucho a las afirmaciones de san Agustín de Hipona de 100 000 invasores. Téngase en cuenta que se suele estimar que el 20% de la población total de «un grupo bárbaro» estaba habilitada para luchar, aunque algunos autores elevan la proporción al 25%, todos los varones entre 15 y 50 años. Como dice un autor: «ciertamente (...) más de 10 000 guerreros».

## Batalla
Una vez reunido el ejército, Estilicón se dirigió desde su base en Pavía hacia el sur para liberar Florencia. Los godos, ante su llegada, abandonaron el sitio y se refugiaron en las colinas de Fiesole, cercanas a la ciudad. Según Zósimo, el general se negó a esperar el ataque enemigo, cayó sobre ellos sorpresivamente y los destrozó.
El general romano actuó con prudencia ya que quería minimizar las bajas en un ejército reunido tan dificultosamente. Por ello, evitó un choque directo y siguió la misma estrategia que en los anteriores enfrentamientos contra Alarico: construyó un sistema defensivo que dejó rodeado a los invasores y esperó a que el hambre los debilitase. Para ello trajo a miles de lugareños para ayudar en cavar las trincheras.
Las tropas de Radagaiso intentaron varias veces romper el asedio pero fueron rechazadas por el ejército romano que les infringió graves pérdidas. Al parecer, fueron incursiones realizados por cada banda y en números pequeños. Igualmente, Estilicón permitió varios ataques de los hunos que aumentaron las bajas entre los sitiados. La batalla se convirtió en un desastre para los godos y se estima que murieron más de un tercio de sus efectivos. Finalmente, decidieron rendirse a los romanos. En definitiva, todos murieron o fueron capturados; según san Agustín, los romanos no sufrieron bajas. Radagaiso intentó escapar dejando a sus hombres, pero fue capturado.

## Consecuencias

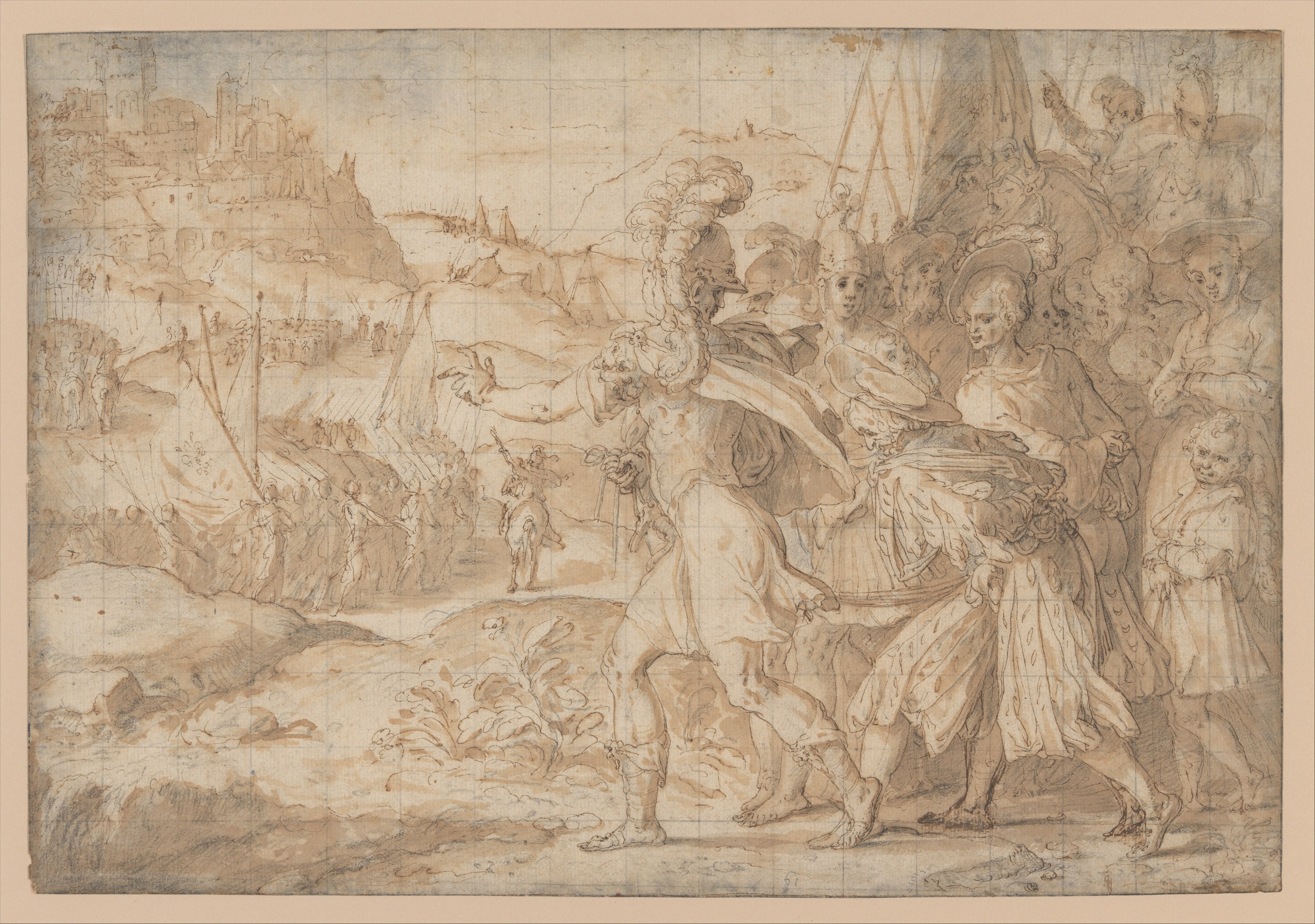
Representación de la batalla por Friedrich Sustris,.

La victoria fue conmemorada con la construcción de un arco del triunfo. Estilicón fue aclamado por segunda vez como el «salvador de Italia» y una estatua en su honor se erigió en los Rostra imperiales. Sin embargo, a pesar de lograr detener la invasión y salvar momentáneamente al Imperio, el encuentro fue menos decisivo de lo que parecía, pues el ejército invasor no fue completamente destruido y sus restos se negaron en volver al norte a enfrentar a los mucho más salvajes hunos.
Unos 12 000 guerreros fueron alistados en el ejército romano y sus familias asentadas en varias ciudades de Italia. El resto fue esclavizado y Radagaiso ejecutado el 23 de agosto del 406. La llegada masiva de esclavos hizo descender el precio en toda Italia. Respecto de los guerreros reclutados por Estilicón, cuando fue ejecutado en 408, esos godos se refugiaron con Alarico, incrementando sus fuerzas.
Eruditos ilustrados como el conde de Buat y Edward Gibbon especularon, aunque sin evidencia que respalde, que una parte importante de la fuerza invasora, compuesta de vándalos, alanos, burgundios y suevos, logró retirarse al norte de los Alpes y el Danubio para reaparecer en la frontera renana, que Estilicón había desguarnecido en 401 para proteger Italia de Alarico.
Sin embargo, no hay evidencia que respalde la teoría. Lo cierto es que una horda cruzó el Rin. Aunque su invasión fue inicialmente resistida por los francos y otros foederati, pronto lograron abrirse paso y devastar la Galia. Al parecer, los desplazamientos de los godos de Radagaiso, los hunos de Udin o los burgundios indican que una masa de población se desplazó desde los Cárpatos hacia el oeste, ejerciendo una gran presión sobre las tribus fronterizas con Roma. En ese momento la región de Aquitania se perdió definitivamente del control romano. Estas invasiones marcaron el fin de las barreras bien definidas entre bárbaros y romanos y el comienzo del fin del Imperio.
Estilicón fue acusado de planear con los bárbaros la invasión de la Galia y fue uno de las razones dadas para su ejecución, pues el emperador Honorio afirmó que deseaba debilitar al Imperio para coronar a su hijo Euquerio.

### Inscripciones
- Corpus Inscriptionum Latinarum (CIL). Compilación de inscripciones latinas iniciada en 1847 por un comité encabezado por Theodor Mommsen, organizada geográficamente y agregando nuevos descubrimientos en cada edición.

### Antigua
- Agustín de Hipona. La ciudad de Dios. Libro 5. Versión basada en traducción latín-inglés por Demetrius B. Zema & Gerald G. Walsh, introducción de Etienne Gilson, Washington DC: Catholic University of America Press, 2008. ISBN 9780813215549. Véase versión latina en The Latin Library.
- Código Teodosiano. Libro 7. Versión digitalizada en Ancient Rome. Edición latina de Theodor Mommsen, Berlín: Weidmann, 1905.
- Consularia Italica. Colección moderna de varias listas de los fasti consulares. Edición latina de Theodor Mommsen, Berlín: Weidmann, 1892.
- Chronica Gallica de 452. Una continuación de la Crónica de san Jerónimo. Edición latina en Auctorum antiquissimorum, por Theodor Mommsen, tomo IX de Monumenta Germaniae historica (MGH), Berlín: Weidmann, 1892.
- Jerónimo. Crónica. Edición digital en Early Church Fathers. Basada en traducción latín-inglés por Roger Pearse, Ipswich: The Tertullian Project, 2005.
- Olimpiodoro de Tebas. Historias (Fragmentos). De la obra original de 22 libros sólo quedan fragmentos.
- Paulino de Milán. Vita sancti Ambrosii. Basada en traducción latín-inglés e introducción de Mary Simplicia Kaniecka, Washington DC: The Catholic University of America, 1928.
- Paulo Orosio. Historia contra los paganos. Traducción latín-inglés, introducción y notas por A. T. Fear, 2010, Liverpool University Press. ISBN 9781846312397. Véase Libro 7. Versión en latín de Attalus, basada en edición de Karl Friedrich Wilhelm Zangemeister, 1889, Viena, corregida por Max Bänziger.
- Procopio de Cesarea. Guerra vándala. Libros 3 y 4 de Historia de las guerras. Basada en traducción griego-español por Francisco Javier Gómez Espelosín. Asesoría de Carlos García Gual. Madrid: Editorial Gredos, 2000. ISBN 978-84-249-2276-4.
- Procopio de Cesarea. Historia Arcana. Edición latina en Perseus por Michael Krascheninnikov, Tartu: Mattiesen, volumen 5, 1899.
- Próspero de Aquitania. Crónica. En Chronica Minora, el volumen I de Monumenta Germaniae historica (MGH), edición latina de Theodor Mommsen, Berlín: Weidmann, 1892.
- Sócrates de Constantinopla. Historia eclesiástica. Libro 7. Digitalizado en New Advent. Basado en traducción griego-inglés de A.C. Zenos, volumen 2 de Nicene and Post-Nicene Fathers, editado por Philip Schaff y Henry Wace, Búfalo: Christian Literature Publishing Co., 1890. Digitalizado y editado por Kevin Knight.
- Víctor de Vita. Historia de la persecución de la provincia de África en tiempo de Genserico y de Hunérico, reyes de los vándalos. Edición latina del libro 1, en tomo III de Monumenta Germaniae Historica, por Karl Felix von Halm, Berlin: Hahnsche Buchhandlung, 1879.
- Zósimo. Nueva Historia. Libro 5. Basado en traducción griego-inglés por Ronald T. Ridley, 2017, Brill. ISBN 9789004344587. Véase también versión digitalizada por Tertullian, basada en traducción griego antiguo-inglés por autor anónimo, preparado por J. Davis, Londres: W. Green & T. Chaplin, 1814. Véase versión en español basada en introducción, traducción griego antiguo-español y notas por José María Candau Morón, colaboración de Carlos García Gual y José A. Ochoa Anadón, Madrid: Editorial Gredos, 1992.

### Moderna
- Alemany, Agustí (2000). Sources on the Alans: A Critical Compilation. Brill. ISBN 9789004114425.
- Arce, Javier (2005). Bárbaros y romanos en Hispania, 400-507 A.D. Marcial Pons Historia. ISBN 9788496467576.
- Bury, J.B. (1923). History of the Later Roman Empire (en inglés). Macmillan & Co.
- Bachrach, Bernard S. (2014). «Geiseric‘s Census of 429». Journal of Medieval Military History (Boydell & Brewer Ltd.) 12: 1-38. ISBN 9781843839361. Consultado el 27 de octubre de 2019.
- Chaffin, Christopher (1993). Olympiodorus of Thebes and the sack of Rome: a study of the Historikoi logoi, with translated fragments, commentary and additional material. E. Mellen Press. ISBN 9780773493216.
- Delbrück, Hans (1990). History of the Art of War: The barbarian invasions (en inglés). University of Nebraska Press. Traducción Walter J. Renfroe Jr. ISBN 9780803292000.
- Demandt, Alexander (2007). Die Spätantike: römische Geschichte von Diocletian bis Justinian, 284–565 n. Chr. C. H. Beck. ISBN 9783406559938.
- Favrod, Justin (2002). Les Burgondes. Un royaume oublié au cœur de l'Europe, Presses polytechniques et universitaires romandes. París: Lausanne.
- Gibbon, Edward (1932) [1781]. The Decline and Fall of the Roman Empire. Nueva York: The Modern Library.
- Gibbon, Edward (1984) [1781]. Historia de la decadencia y caída del Imperio romano. Tomo II. Turner. Traducción inglés-español por José Mor Fuentes. ISBN 978-84-7506-752-0.
- Heather, Peter J. (1991). Goths and Romans: 332-489 (en inglés). Oxford: Oxford University Press. ISBN 9780198202349.
- Heather, Peter J. (2006). La caída del imperio romano. Barcelona: Crítica. Traducción inglés-español por Tomás Fernández Aúz & Beatriz Eguibar. ISBN 84-8432-710-8.
- Hughes, Ian (2015). Stilicho: The Vandal Who Saved Rome (en inglés). Pen & Sword Military. ISBN 978-1-47382-900-8.
- Jamet, Dominique (1996). Clovis, ou, Le baptême de l'ère: France, qu'as-tu fait de ta laïcité? (en francés). Ramsey.
- Morin, Georges-André (2014). La fin de l'empire romain d'Occident (en francés). Rocher. ISBN 9782268080475.
- Pennell, Robert Franklin (1876). Ancient Rome: From the Earliest Times Down to 476 A.D. (en inglés). Boston: Allyn and Bacon.
- Perrin, Odet (1968). Les Burgondes, leur histoire, des origines à la fin du 1er royaume 534: Contribution à l'histoire des invasions (en francés). Éd. de la Baconnière.
- Ravegnani, Giorgio (2006). Introduzione alla storia bizantina (en italiano). Boloña: Il Mulino. ISBN 88-15-10863-7.
- Thompson, Edward Arthur (2002). Romans and Barbarians: The Decline of the Western Empire (en inglés). University of Wisconsin Press. ISBN 9780299087043.
- Wolfram, Herwig (1990). History of the Goths (en inglés). University of California Press. ISBN 9780520069831.

- Datos: Q444590